# 山口良一のそれゆけ!土曜日行進曲
「山口良一のそれゆけ!土曜日行進曲」（やまぐちりょういちのそれゆけどようびこうしんきょく）は、ニッポン放送で1986年7月12日から1989年4月8日まで土曜日朝の時間帯で放送されていたラジオワイド番組。

## 概要
前年、1985年4月5日まで『山口良一のオールナイトニッポン』のパーソナリティを務めていた山口良一が同じニッポン放送の土曜日早朝に登場し、同局で再びレギュラーパーソナリティを務めることになった。
当番組のレポーターは数人いたが、その中には同じニッポン放送の『激突!あごはずしショー』の公開オーディションで優勝した伊集院光も居り、伊集院にとって当番組がラジオデビューともなった。
1989年1月7日の放送は昭和天皇の危篤による報道特別番組のため、6時20分に終了した。

## 放送時間
- 毎週土曜日 6:00 - 8:00（JST）

## 出演者
- パーソナリティ - 山口良一
- アシスタント - 那須恵理子
- レポーター - 伊集院光 他

## タイムテーブル
- 6:00　オープニング、ニッポン放送ニュース・天気予報
- 6:10　土曜の朝の大行進
- 6:30　ウイークエンドインフォメーション（1988年9月まで）
  - 6:30　ゴルフワンポイントレッスン（1988年10月から）[注釈 1]
- 6:47　小さな旅
- 6:55　フリートーク
- 7:00　ニッポン放送ニュース
- 7:07　おでかけ情報
- 7:10　お早うネットワーク 山口良一の夜討ち朝がけ（NRN各局ネット）
- 7:25　がんばるモーニング
- 7:30　わらすけ万才!（信越放送、山梨放送、福井放送、山陰放送、四国放送、高知放送、大分放送、長崎放送、宮崎放送、ラジオ沖縄 各局にもネット）
- 7:36　交通情報
- 7:38　今週のベストスリー
- 7:55　エンディング

（出典：）